# Снуды
Сну́ды — озеро в Браславском районе Витебской области в 10 км севернее Браслава, в 5 км от границы с Латвией. Площадь озера — 22 км².

## Описание
Снуды — второе по площади среди Браславских озёр. Озеро занимает обширную котловину, вытянутую с северо-запада на юго-восток. Береговая линия сильно изрезана, характеризуется наличием большого числа мысов и заливов. На большом протяжении преобладают моренные и песчаные склоны, высотой до 30 м.
На озере имеется 11 островов общей площадью 1,6 км². Наиболее крупные — Турмос, Красногорка, Лакино, Липовец — вытянуты вдоль главной оси озера. Они сложены красно-бурой мореной и булыжником, практически лишены растительности и очень хорошо выделяются на фоне голубой воды. Наибольшая глубина 16,5 м — отмечена в юго-восточной части озера.
Приток воды в озеро идёт по 13 ручьям, многие из которых летом пересыхают. Питает озеро также протока из озера Северное Волосо; сток идёт по протоке в озеро Струсто.

## Название
Название сопоставимо с ненецким атрибутивом сандя — «глубокий».

## Растительный мир
Высокое качество воды благоприятствует развитию растений. Вдоль всего берега озера отмечается полоса тростника. Заросли носят разреженный характер и лишь в восточной и юго-восточной частях озера образуют широкую полосу. Погруженные растения отмечаются до глубины 8 м и отличаются разнообразием и высокой биомассой.

## Животный мир
Одной из особенностью озера является наличие реликтового рачка Limnocalanus macrurus (до 1972 г.). В последнее время он не обнаружен, вероятно, по причине эвтрофикации водоёма.
В озере обитает более 20 видов рыб, среди основных — плотва, щука, окунь, линь, ряпушка, угорь. Периодически проводится промышленный лов рыбы.

## Экология
В 1971 году ЦК КПСС и Совет Министров СССР постановили начать строительство Белорусской АЭС около озера Снуды, но в 1972 году сооружение АЭС было перенесено на несколько десятков километров на запад, где была построена Игналинская АЭС.
В 1985 году на озере Снуды был организован орнитологический заказник местного значения.
Озеро Снуды, как и другие озёра Браславской группы, является важным туристическим объектом, особенно в летний период.